# Schering-Plough
Schering-Plough Corporation fue una empresa farmacéutica con sede en Estados Unidos. Establecida en el año 1851 por  Ernst Christian Friedrich Schering como  Schering AG en  Alemania. En 1971, Schering se une a la empresa Plough (fundada por Abe Plough en 1908).
El 4 de noviembre de 2009 Merck & Co. se fusiona con Schering-Plough creando una nueva compañía con el nombre: Merck & Co.[cita requerida]